# Sérgio Ribeiro
Sérgio Miguel Vieira Ribeiro, conegut com a Sérgio Ribeiro, (Matosinhos, districte de Porto, 28 de novembre de 1980) va ser un ciclista portuguès, que fou professional del 2002 fins al 2013.
El 2007 va ser suspès durant dos anys per un positiu en EPO. El 2013, degut a irregularitats al seu passaport biològic va ser suspès amb dotze anys.

## Palmarès
- 2002
  - Vencedor d'una etapa a la Volta a Portugal del Futur
- 2005
  - Vencedor d'una etapa a la Volta a Castella i Lleó
  - Vencedor d'una etapa a la Volta a l'Alentejo
- 2006
  - 1r a la Volta a l'Alentejo i vencedor d'una etapa
  - Vencedor d'una etapa a la Volta al Districte de Santarém
  - Vencedor d'una etapa al Gran Premi Internacional Paredes Rota dos Móveis
- 2009
  - 1r al Tour de Brasil-Volta de l'Estat de São Paulo i vencedor de 2 etapes
  - Vencedor d'una etapa al Gran Premi Abimota
  - Vencedor d'una etapa al Gran Premi Liberty Seguros
- 2010
  - Vencedor d'una etapa a la Volta a Castella i Lleó
  - Vencedor d'una etapa al Gran Premi Liberty Seguros
  - Vencedor de 2 etapes a la Volta a Portugal
  - Vencedor d'una etapa al Gran Premi Crédito Agrícola de la Costa Azul
- 2011
  - 1r al Gran Premi Liberty Seguros
  - Vencedor d'una etapa al Trofeu Joaquim Agostinho
  - Vencedor de 2 etapes a la Volta a Portugal
- 2012
  - Vencedor d'una etapa al Gran Premi Liberty Seguros
  - Vencedor d'una etapa al Trofeu Joaquim Agostinho
  - Vencedor d'una etapa a la Volta a Portugal
- 2013
  - 1r del Gran Premi Abimota i vencedor d'una etapa
  - Vencedor d'una etapa del Trofeu Joaquim Agostinho

### Resultats a la Volta a Espanya
- 1992. 97è de la classificació general
- 1996. 82è de la classificació general